# Edward Martin Kindle
Edward Martin Kindle (* 10. März 1869 in  Franklin (Indiana); † 29. August 1940 in Ottawa) war ein US-amerikanischer Geologe (Sedimentologie) und Paläontologe.
Kindle studierte an der Indiana University, der Cornell University und der Yale University, war beim US Geological Survey und ab 1912 als Wirbellosen-Paläontologe beim Geological Survey of Canada, bei dem er 1919 bis 1938 die Abteilung Paläontologie leitete. 
Er befasste sich mit paläozoischen Fossilien im zentralen Norden der USA, in Nordkanada, Alaska und Grönland (wobei er einen Katalog von Kopffüßern des Devon in Nordamerika mit aufstellte) und später mit Sedimentologie. 
1933 war er Präsident der Paleontological Society.

## Schriften
- mit Arthur K. Miller: Bibliographic index of North American Devonian Cephalopoda, Geological Society of America Special Papers 23, 1939